# Fukave
Fukave est un îlot des Tonga, dans le groupe d'îles de Tongatapu. 

## Géographie
L'îlot se situe dans le lagon au nord de Tongatapu, et est proche de Nuku. Il a une superficie de 12,52 hectares.

L'îlot est détenu par la famille Riechelmann depuis plusieurs générations.

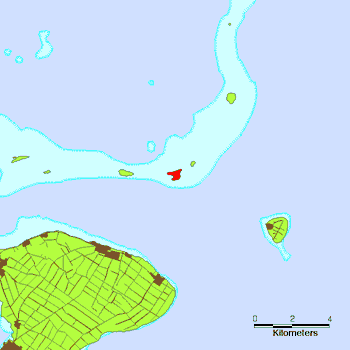
Carte des îles de Tongatapu, avec Fukave en rouge.
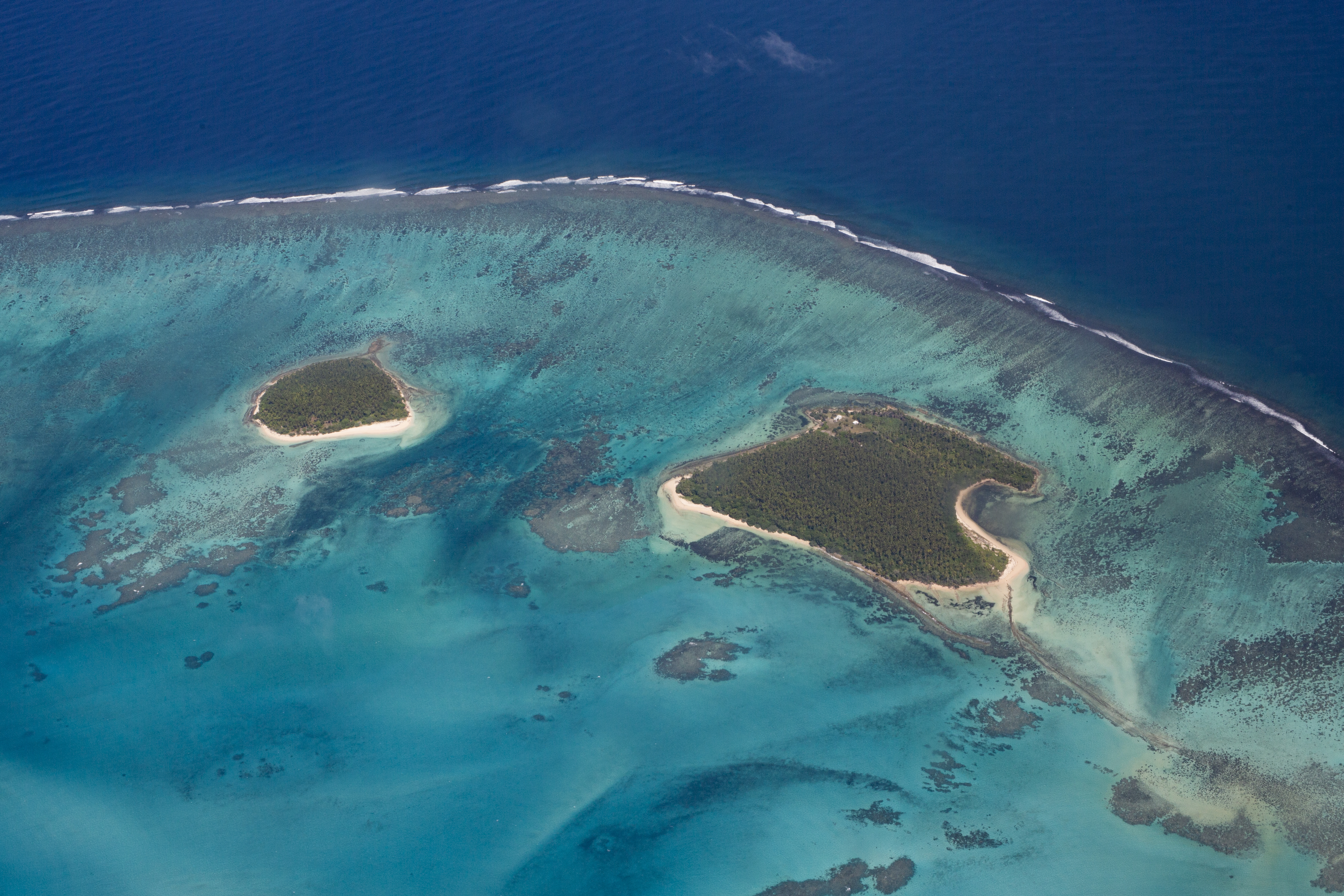
Fukave (droite) et Nuku (gauche).

## Faune
Dans les années 1990, 500 coquillages trochus, y ont été introduits en vue d'une future exploitation commerciale, même si leur pêche est, en 2005, officiellement interdite. En 1991, l'îlot abrite des pétrels à ailes noires et des noddis bruns qui viennent y nicher, et l'on y trouve également des talèves sultanes.

## Flore
La plupart des plantes sur l'île sont des Pisonia.